# Hujoybert Delando
Hujoybert Felipe Delando (ur. 14 października 1984) – piłkarz z Curaçao grający na pozycji obrońcy w klubie UNDEBA.